# Direction régionale de l'Économie, de l'Emploi, du Travail et des Solidarités
 (mars 2023).
En France, dans chaque région métropolitaine la direction régionale de l'Économie, de l'Emploi, du Travail et des Solidarités (DREETS) est un service déconcentré commun aux ministères chargés des affaires sociales, de l'économie et des finances, du travail et de l'emploi. 
Elle est placée sous l'autorité du préfet de région et, pour les missions relatives au système d'inspection du travail, sous celle de la direction générale du Travail. Pour les missions relevant de la compétence du préfet de département, elle est placée sous l'autorité fonctionnelle de celui-ci.

## Histoire

### Réforme mise en œuvre en 2011
Dans chaque région (hors Outre-mer français qui fait l’objet de dispositions juridiques spécifiques), les directions régionales des entreprises, de la concurrence, de la consommation, du travail et de l'emploi (DIRECCTE) ont remplacé, entre 2009 et 2011, les huit services suivants : 
- les directions régionales du Travail, de l'Emploi et de la Formation professionnelle (DRTEFP) ;
- les directions départementales du Travail, de l'Emploi et de la Formation professionnelle (DDTEFP) ;
- les divisions développement industriel (DDI) et services métrologie des directions régionales de l'Industrie, de la Recherche et de l'Environnement (DRIRE) ;
- les missions « concurrence » des directions régionales de la Concurrence, de la Consommation et de la Répression des fraudes (DRCCRF) ;
- les directions régionales du Commerce extérieur (DRCE) ;
- les délégations régionales du Commerce et de l'Artisanat (DRCA) ;
- les délégations régionales du Tourisme (DRT) ;
- les chargés de mission régionaux à l'intelligence économique (CRIE).

La fusion des régions du 1er janvier 2016 réduit le nombre de DIRECCTE de vingt-deux, nombre lors de leurs créations, à treize.
Dans l'Outre-mer français qui regroupe sur un même territoire les fonctions de la région et celle du département (Guadeloupe, Guyane, Martinique, Mayotte et Réunion), les DIRECCTE sont dénommées les directions des Entreprises, de la Concurrence, de la Consommation, du Travail et de l'Emploi (DIECCTE). Elles ont été créées le 1er janvier 2011.
À Saint-Pierre-et-Miquelon, les services de la DIECCTE ont été rassemblés avec ceux de la direction de la Jeunesse, des Sports et de la Cohésion sociale (DJSCS) dans la direction de la Cohésion sociale, du Travail, de l'Emploi et de la Population (DCSTEP) au 1er janvier 2011.

### Réforme mise en œuvre en 2021
Dans le cadre de la réforme de l'organisation territoriale de l'État, les directions régionales de l'Économie, de l'Emploi, du Travail et des Solidarités (DREETS) sont créées au 1er avril 2021 pour regrouper les missions auparavant exercées au niveau régional par les directions régionales des Entreprises, de la Concurrence, de la Consommation, du Travail et de l'Emploi (DIRECCTE) et les services déconcentrés chargés de la cohésion sociale (partie des missions des anciennes DRJSCS - directions régionales de la Jeunesse, des Sports et de la Cohésion sociale). 

## Missions
Sous réserve des compétences attribuées à d'autres services ou établissements publics de l'État, la direction régionale est chargée :
- De la politique du travail et des actions d'inspection de la législation du travail ;
- Des actions de contrôle du bon fonctionnement des marchés et des relations commerciales entre entreprises ainsi que des actions de contrôle dans le domaine de la métrologie légale. Elle concourt à la mise en œuvre des missions de protection économique et de sécurité des consommateurs ;
- Des actions de développement et de sauvegarde des entreprises, notamment dans les domaines de l'industrie, du numérique et de l'innovation, en France et à l'étranger, ainsi que de celles définies par le ministre chargé de l'Économie dans le domaine de la sécurité économique qui visent à assurer la défense et la promotion des intérêts économiques, industriels et scientifiques de la Nation ;
- De la politique de l'emploi, de l'accompagnement des transitions professionnelles, de l'anticipation et de l'accompagnement des mutations économiques, du développement de l'apprentissage et du contrôle des acteurs de la formation professionnelle ainsi que de la mise en œuvre des programmes du Fonds social européen ;
- De l'animation et de la coordination des politiques publiques de la cohésion sociale et de leur mise en œuvre, notamment celles relatives à la prévention et à la lutte contre les exclusions, à la protection des personnes vulnérables, à l'inclusion des personnes en situation de handicap, à la protection de l'enfance, à l'accès à l'hébergement et au logement des personnes en situation d'exclusion, en lien avec les directions régionales de l'Environnement, de l'Aménagement et du Logement, au volet social et économique de la politique de la ville ainsi qu'au travail social et à l'intervention sociale ;
- De l'expertise et de l'appui technique aux préfets de département, notamment en matière de contrôle et d'inspection des établissements et services sociaux, en vue de l'élaboration du plan régional d'inspection et de contrôle y afférent et de la participation, en tant que de besoin et sous l'autorité des préfets de département, à des actions d'inspection et de contrôle départementales et interdépartementales ;
- De la formation et de la certification dans le domaine des professions sociales, ainsi que de la certification dans le domaine des professions de santé non médicales ;
- Des actions visant, d'une part, à mobiliser et à coordonner les acteurs de l'insertion sociale et professionnelle et du monde économique sur le parcours des personnes les plus éloignées du marché du travail, notamment les étrangers primo-arrivants, des résidents des quartiers prioritaires de la politique de la ville et des personnes vulnérables pour garantir leur inclusion dans la société et, d'autre part, à prévenir et à lutter contre les discriminations et à promouvoir l'égalité des chances ;
- De l'observation, l'analyse, l'évaluation des politiques publiques dans ses champs de compétences, au moyen de statistiques et d'études permettant d'éclairer la situation économique et sociale de la région, notamment les besoins des populations, et de mieux cibler l'action de l'Etat au profit des territoires[5].

## Organisation
La direction régionale est organisée en pôles et comprend notamment :
- un pôle « politique du travail », chargé de la politique du travail et des actions d'inspection de la législation du travail, de l'organisation du système d'inspection du travail dans la région et du pilotage de ses ressources humaines. Le pôle comporte une ou plusieurs unités de contrôle régionales ;
- un pôle « concurrence, consommation, répression des fraudes et métrologie », chargé actions de contrôle du bon fonctionnement des marchés et des relations commerciales entre entreprises ;
- un pôle chargé des autres actions[6].

## En Île-de-France
En Île-de-France, la direction régionale et interdépartementale de l'économie, de l'emploi, du travail et des solidarités (DRIEETS) exerce les missions des directions régionales de l'économie, de l'emploi, du travail et des solidarités (DREETS) et des directions départementales de l'emploi, du travail et des solidarités (DDETS).